# Joseph Meganck
Pour les articles homonymes, voir Meganck.
Joseph Meganck, né le 9 juillet 1807 à Alost, où il est mort le 14 mars 1891, est un peintre belge, connu pour ses paysages, ses scènes de genre et ses sujets religieux.

## Biographie
Joseph Meganck est né le 9 juillet 1807 à Alost. Ses parents sont Pierre François Meganck, boucher à Alost (fils Jean-Baptiste Meganck et de Josine Van Hoorebeke) et Jacqueline Smet (fille de Norbert Smet et Anne Thérèse De Smedt), tous originaires d'Alost. 
Élève de l'académie d'Alost, puis de Joseph Paelinck à Bruxelles et enfin du sculpteur parisien Pierre-Jean David d'Angers, Joseph Meganck a exercé son art à Paris (1833) où il vend des copies peintes au Louvre. Il se rend ensuite à Florence (1835) et revient s'établir à Bruxelles en 1839. En 1846, il effectue un second voyage en Italie. Dans la première partie de sa carrière, il est connu pour ses scènes de genre, ses paysages et ses intérieurs. Ses œuvres réalisées en Italie sont initialement parfois reçues avec froideur, telle Une journée à la villa que la critique du Salon de Bruxelles de 1845 estime : « bien pauvre d'imagination et dont l'exécution n'est ni assez savante, ni assez achevée pour compenser la nullité du sujet », puis accueillies plus favorablement : « M. Meganck qui a vu l'Italie en a rapporté ce sentiment vrai de la nature qu'il emploie avec bonheur dans toutes ses œuvres ».
Peu avant 1860, son œuvre évolue vers la peinture religieuse. Il est incité en ce sens par les critiques de son temps : « Le talent de M. Meganck est essentiellement dans sa voie quand il aborde la grande peinture religieuse, aussi ne saurions-nous trop l'engager à y demeurer le plus souvent possible. » Ses œuvres ornent dès lors plusieurs églises : l'église du couvent des Pères Carmes de Bruxelles, l'église Saint-Quentin de Lennik-Saint-Quentin ou encore l'église du béguinage d'Alost. En 1866, il réalise une série de toiles destinées à l'église Saints-Jean-et-Étienne-aux-Minimes à Bruxelles (1re, 2e et 3e stations de la Passion de Notre Seigneur Jésus-Christ) et recueille une critique favorable de la presse : « Ce peintre aussi infatigable qu'intelligent mérite les plus grands éloges pour le cachet vraiment religieux qu'il sait donner à ses œuvres. ».
À partir de 1875, il ne semble plus produire de toiles, bien qu'il soit encore cité comme « artiste peintre » à Bruxelles en 1887.

## Œuvres

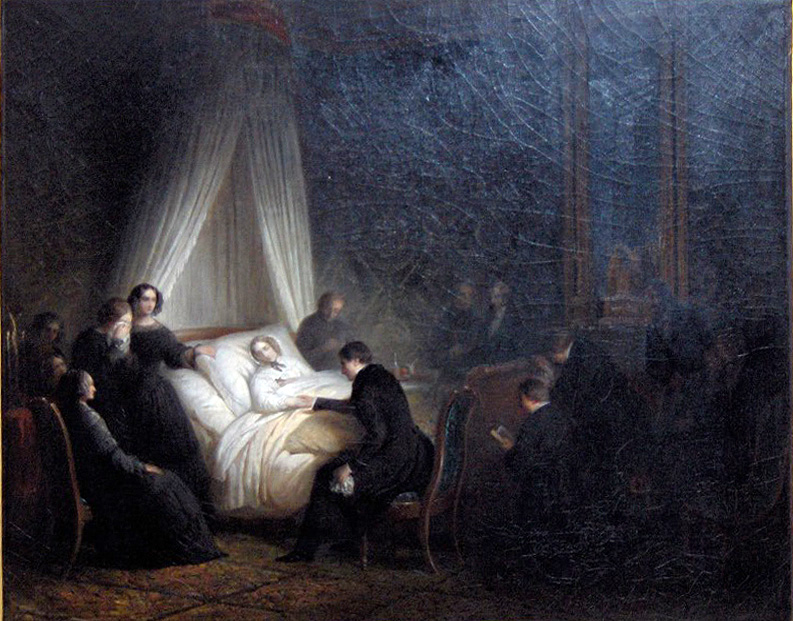
La Mort de la reine Louise.

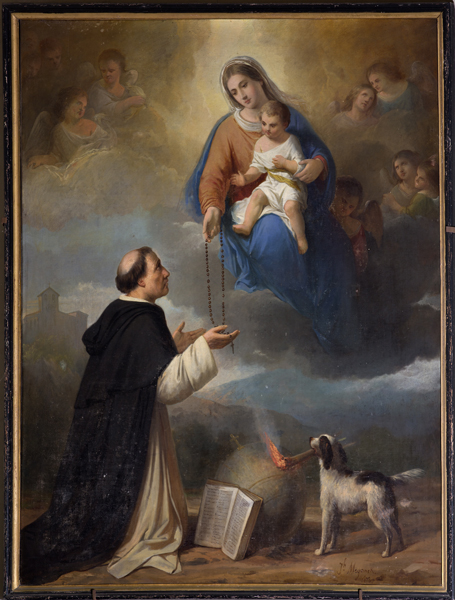
Saint Dominique (Asper).

- 1830 : Les Reproches d'Hector à Pâris, musées royaux des Beaux-Arts de Belgique.
- 1839 : Repos d'une famille italienne, salon de Bruxelles.
- 1839 : Paysages italiens, salon de Bruxelles.
- 1842 : Le Retour du frère mendiant au monastère.
- 1842 : Une Journée à la villa.
- 1842 : Vue prise à Taormine.
- 1845 : La Dévote promenade.
- 1845 : Portrait du peintre Julien Ducorron.
- 1847 : Dispute de femmes.
- 1848 : Les Calabraises.
- 1849 : Jeune femme dans le parc.
- 1851 : La Mort de la reine Louise.
- 1852 : Le départ du pêcheur.
- 1855 : Deux jeunes femmes et leur chien.
- 1857 : Un avertissement ; costumes italiens.
- 1857 : Le mont Etna et les ruines du théâtre grec à Taormina (Sicile).
- 1859 : La Sainte-Famille.
- 1859 : La Condamnation de Saint-Blaise, église du béguinage d'Alost.
- 1860 : Laissez venir à moi les petits enfants.
- 1866 : La Présentation au Temple, église de Schoonaarde.
- 1866 : L'institution du Scapulaire (vision de Saint Simon Stock), église du couvent des Pères Carmes de Bruxelles.
- 1866 : 1re, 2e et 3e stations de la Passion de Notre Seigneur Jésus-Christ, église des Minimes de Bruxelles.
- 1866 : Chemin de la Croix, série de 14 tableaux, église de Lennik-Saint-Quentin.
- 1869 : Chemin de la Croix, église d'Audeghem.
- 1870 : Chemin de la Croix, église collégiale Saint-Martin d'Alost.
- 1870 : L'Assomption de la Sainte-Vierge, église d'Audeghem.
- 1870 : Chemin de la Croix, église Saint-Jacques de Louvain.
- 1872 : Piffari à la Fontaine (Naples), eau-forte.
- 1874 : La Nativité, chapelle des sœurs noires d'Alost.